# Hermina Stoicănescu
 Hermina Elena Stoicănescu  (n. 17 decembrie 1996, Râmnicu Vâlcea) este o handbalistă română, care activează pentru echipa de club CSM Slatina. Ea evoluează pe postul de extremă stânga. În 2016, Stoicănescu a făcut parte din echipa de tineret a României care a câștigat medalia de bronz la Campionatul Mondial din Rusia.

## Palmares
- Campionatul Mondial pentru Tineret:
  -  Medalie de bronz: 2016

- Campionatul Național de Junioare I
  -  Medalie de argint: 2015

- Campionatul Național de Junioare II
  -  Câștigătoare: 2013

- Campionatul Național de Junioare III
  -  Câștigătoare: 2011

## Performanțe individuale
- Cea mai bună extremă stânga la Turneul final Junioare I, distincție acordată de Federația Română de Handbal: 2015;[6]